# Budals kyrka
Budals kyrka (norska: Budal kirke) är en kyrkobyggnad i Midtre Gauldals kommun i Trøndelag fylke, Norge. Kyrkan ligger i byn Enodden på en höjd mellan älvarna Bua och Ena. En kyrkogård omger kyrkan och vid dess södra sida finns en parkeringsplats.

## Kyrkobyggnaden
Träkyrkan med en Y-formad planform uppfördes 1754 av en okänd byggmästare. Mitt på Y-formen finns en takryttare med tornspira. En av byggnadens armar sträcker sig åt öster och där finns koret och öster om koret finns en sakristia. Övriga två av byggnadens armar sträcker sig åt sydväst och nordväst. I sydvästra armen finns vapenhuset med ingång. Alla tre armar är täckta med sadeltak. Ytterväggarna täcks av rödmålad stående panel.

## Inventarier
- Altartavlan är utförd 1755 av Ingebrigt Trondsen Eggan. I tavlans mittfält skildras nattvarden och ovanför dessa korsfästelsen och uppståndelsen.
- Predikstol och dopfunt är båda tillverkade 1754.
- I kyrkan finns en Gangfløt-orgel från år 1983.